# Partito Popolare Liberale (Germania)
Il Partito Popolare Liberale (in tedesco: Freie Volkspartei, FVP) è stato un partito politico tedesco occidentale. Fu fondato nel 1956 da membri del Partito Liberale Democratico nel Bundestag tedesco, di cui quattro (incluso Franz Blücher) erano anche ministri del governo di Konrad Adenauer. Nel 1957 fu fuso con il Partito Tedesco (DP).

## Storia
Il FVP è stato istituito nel 1956, dal cosiddetto Gruppo di Lavoro Democratico, una frazione del Bundestag formata da ex membri del FDP a causa di conflitti con la CDU/CSU. Dopo la sua fondazione, il FVP divenne l'unico partito nella storia della Repubblica Federale di Germania, che non aveva partecipato a nessuna elezione federale, e che era un membro di un governo di coalizione e deteneva posizioni ministeriali. Il 15 ottobre 1956, i ministri del FVP hanno presentato le dimissioni. Adenauer ha chiesto ai suoi ministri di rimanere in carica. Blücher e Victor-Emanuel Preusker rimasero fino alla fine del suo mandato. Fritz Neumayer e Hermann Schäfer lasciarono il governo il 16 ottobre 1956. Neumayer fu sostituito da Hans-Joachim von Merkatz del Partito tedesco. Schäfer non è stato sostituito come ministro delle funzioni speciali e il Consiglio dei ministri, dopo le dimissioni di Waldemar Kraft del Blocco dei Rifugiati ed Espatriati, è stato ridotto a due ministri.

L'unico leader parlamentare del FVP nel Bundestag tedesco era Ludwig Schneider; l'unico presidente del partito era Victor-Emanuel Preusker. Il 20 gennaio 1957, l'FVP si fuse con il conservatore Partito Tedesco (DP).
Dopo la fusione, il FVP ha continuato a esistere a Berlino Ovest sotto il nome di Freie Deutsche Volkspartei (FDV), che aveva sei posti durante il secondo mandato dell'Abgeordnetenhaus di Berlino. Tuttavia, nelle elezioni statali di Berlino del 1958, la FDV fu lasciata fuori dal parlamento con lo 0,7% dei voti, scomparendo definitivamente alla fine del 1961.